# Жуан Марсело
Жуан Марсело Мессиас Феррейра (порт. João Marcelo Messias Ferreira, более известный, как Жуан Марсело порт. João Marcelo; род. 13 июня 2000, Рио-де-Жанейро) — бразильский футболист, защитник клуба «Крузейро».

## Клубная карьера
Марсело — воспитанник клубов «Гремио» и «Боависта». 10 июня 2019 года в матче против «Бруске» он дебютировал в бразильской Серии D в составе последних. В начале 2020 года Жуан перешёл в «Томбенсе». 29 февраля в матче Лиги Минейро против «Америка Минейро» он дебютировал за основной состав. Летом 2020 года Марсело на правах аренды перешёл в «Порту» B. 13 сентября в матче против «Варзима» он дебютировал в Сегунда лиге. 23 декабря 2021 года в поединке Кубка Португалии против «Бенфики» он дебютировал за основной состав. В 2023 году Марсело на правах аренды перешёл в «Крузейро». 28 августа в матче против «Гремио» он дебютировал в бразильской Серии A.